# Vivencia (banda)
Vivencia fue un influyente dúo acústico de rock argentino y folk rock, formado en Buenos Aires en el año 1972 por Eduardo Fazio (1943-) y Héctor Ayala (1943-2016, hijo del guitarrista de folclore y tango Héctor Ayala). Su disco más famoso fue Mi cuarto (1973), en el que se encuentra la canción homónima («Mi cuarto»), considerada un clásico del rock nacional argentino, al igual que otros temas posteriores como "Pupitre Marrón", "Curiosa noche", "Natalia y Juan Simón, "Los Juguetes y los niños" o "Mamá probeta". 

## Historia
El dúo acústico fue compuesto por Eduardo Alberto Fazio y Héctor Luis Ayala (h), ambos en guitarra y voz. Ayala había comenzado a tocar música rock conmovido por las imágenes que llegaban del Festival de Woodstock (en 1969).
Debutaron en 1972 con la obra conceptual titulada Vida y vida de Sebastián, que estaba escrita en formato operístico y narraba la vida de este personaje desde su nacimiento. Su segundo álbum de estudio Mi cuarto de 1973, fue el más exitoso del dúo y se ha convertido en un clásico de los años setenta. Entre sus temas más conocidos figuran: «Los juguetes y los niños» y «Mi cuarto» son clásicos del rock nacional argentino.
A partir de ese inesperado suceso, el dúo cobró notoriedad a nivel nacional y dio paso a otros discos, como Sensitivo (de 1977) y Vivencia (de 1975), este último contiene la famosa canción «Pupitre marrón», un clásico por décadas cantado incansablemente por los grupos de egresados de la escuela secundaria. Ese LP también lleva «Mamá probeta», tema que criticaba los por entonces incipientes ensayos de la fecundación in vitro, que permitía a los padres que no podían tener hijos realizar la implantación del espermatozoide en el óvulo fuera del útero materno.
En 1979, Vivencia dio a luz, siempre para el sello CBS (Hoy Sony) el larga duración Azules de otoño, donde se destacan canciones como «Con un niño en nuestros cuerpos», «Gira la vida» o «Sonrisas que alimentar».

Nuestra propuesta siempre apuntó a lo humanístico y lo espiritual. Es ahí donde se conjuga lo social, lo político y lo económico. Cada dúo o solista, cada grupo, tenía su propuesta. ¡Fue una etapa tan heterogénea y rica!
Héctor Ayala.

En el año 1980 editaron una nueva obra conceptual de la que participaron músicos como Oscar Cardozo Ocampo, Machi Rufino y Diego Rapoport (Spinetta Jade), entre otros. En dicho disco Ayala y Fazio incluyeron «Curiosa Noche», canción que fue la cortina musical del legendario programa de radio de Juan Alberto Badía, Flecha Juventud. Luego, en 1981 sacaron una obra conceptual de fuerte contenido espiritual, que les valió una mención especial del episcopado argentino ―durante la dictadura cívico-militar argentina (1976-1983)―: Los siete pecados capitales, donde tocaron numerosos músicos de sesión de la Orquesta Sinfónica Nacional. Tras ello con el retorno de la democracia entraron a los estudios nuevamente para hacer su décimo álbum Pare y escuche (1983).
En 1984 se separaron. En 1986, Héctor Ayala se radicó en la ciudad de Los Ángeles (Estados Unidos), donde se escribió música popular para el sello Warner Chappell.
Se convirtió al evangelismo y grabó música cristiana.
En 2003 Ayala regresó a Argentina, tentado por una oferta para reunir al dúo Vivencia. Esos encuentros quedaron registrados en un disco en vivo ―su undécimo álbum― de 2005. Ese mismo año, Ayala grabó un disco de tangos, en homenaje a la música de su padre.
El disco Vivencia en vivo, contiene trece de los más grandes éxitos de su carrera como «Soltería de Julieta», «La opción», «Con un brazo en el hombro», «Pequeño pasajero», «Pupitre marrón», «Chico se fue tu vida» y «Natalia y Juan Simón». La placa incluye además un popurrí de la ópera rock Vida y vida de Sebastián, su primer disco.
Realizaron una serie de presentaciones en vivo en escenarios de la Capital Federal y el Gran Buenos Aires. 
Héctor Ayala falleció a los 72 años el 16 de julio de 2016 en Buenos Aires, tras una larga lucha contra el mal de Parkinson.

Falleció Héctor Ayala, mi compañero de Vivencia, después de una agonía producida por el Parkinson. Una gran tristeza.
Tuit de Eduardo Fazio

## Integrantes
- Héctor Ayala (Buenos Aires, 29 de julio de 1943 - Buenos Aires, 16 de julio de 2016):[1] guitarra y voz
- Eduardo Fazio: guitarra y voz

## Discografía
1. Vida y vida de Sebastián (1972).
2. Mi cuarto (1973).
3. " Vivencia" (1975)
4. "Sensitivo"(1977).
5. Azules de otoño (1979).
6. Los siete pecados capitales (1980).
7. El libro de las pequeñas historias (1981).
8. Pare y escuche (1983).
9. En vivo (2005).